# Jack Wolfskin
Jack Wolfskin este un mare producător german de haine și echipamente exterioare cu sediul central în Idstein. A fost fondată în 1981 și este acum unul dintre cei mai mari furnizori de produse de exterior și, în același timp, cel mai de succes francizor pe piața germană de comerț cu echipamente sportive. Produsele lor includ haine de munte și de agrement, încălțăminte, rucsacuri, saci de dormit și corturi. Brandul este popular nu numai în rândul excursioniștilor și alpiniștilor, dar purtat predominant în situații de zi cu zi.

## Legături externe
Materiale media legate de Jack Wolfskin la Wikimedia Commons
- Site web oficial